# Hi Fly

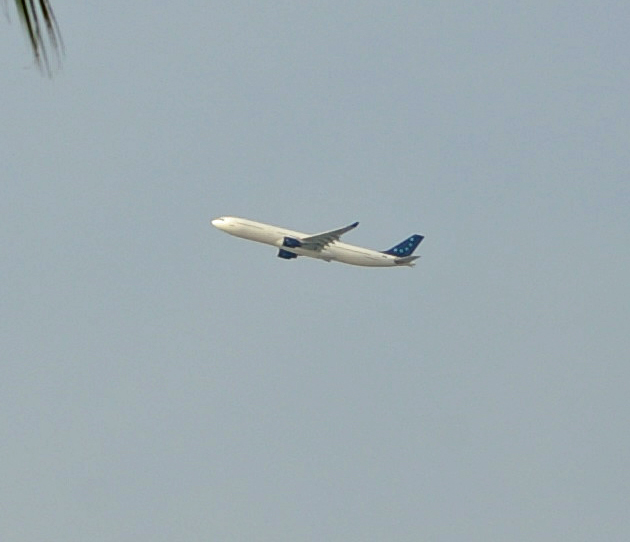
Airbus A330 авіакомпанії Hi Fly над Дарвін, Австралія

Hi Fly — чартерна авіакомпанія Португалії зі штаб-квартирою у місті Лісабон, що спеціалізується на пасажирських перевезеннях з використанням широкофюзеляжних літаків.
Портом приписки авіакомпанії є лісабонський Міжнародний аеропорт «Портела».

## Загальні відомості
Авіакомпанія Hi Fly утворена у 2006 році як чартерна авіакомпанія країни, що працює в основному на дальніх туристичних напрямках. Власником перевізника є приватна інвестиційна група Mirpuri Investments.

## Послуги
Крім виконання чартерних пасажирських перевезень авіакомпанія Hi Fly надає послуги по сухому і мокрому (разом з екіпажами) лізингом літаків, страхування повітряних суден, короткостроковими та довгостроковими договорами з приватними компаніями, туристичними агентствами, урядами країн, приватними особами та іншими авіаперевізниками.

## Флот
Станом на лютий 2010 року повітряний флот авіакомпанії становили такі літаки: